# Acacia chrysopoda
Acacia chrysopoda é uma espécie de leguminosa do gênero Acacia, pertencente à família Fabaceae.